# Куе лапіс
Куе Лапіс (індонез. kue lapis) — традиційні багатошарові ласощі індонезійської кухні. Індонезійською мовою слово lapis означає шари. Цей десерт є досить популярним в Індонезії, Сінгапурі, Малайзії, Брунеї, де його ще називають kuih lapis, а також в Нідерландах, куди його завезли мореплавці.

## Опис приготування
Куе лапіс переважно готують з рисового борошна, саго, кокосового молока, цукру, солі та харчового барвника, яким здебільшого є пандан, що надає цьому десерту зеленого забарвлення. Шари для цього пудингового тістечка викладаються обережно та поступово, щоб не змішались різні кольори.

## Галерея

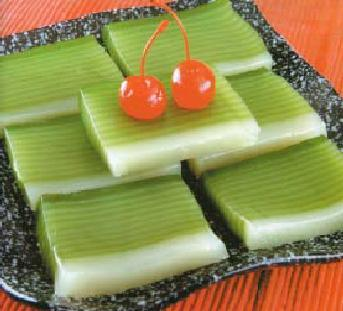
Куе Лапіс
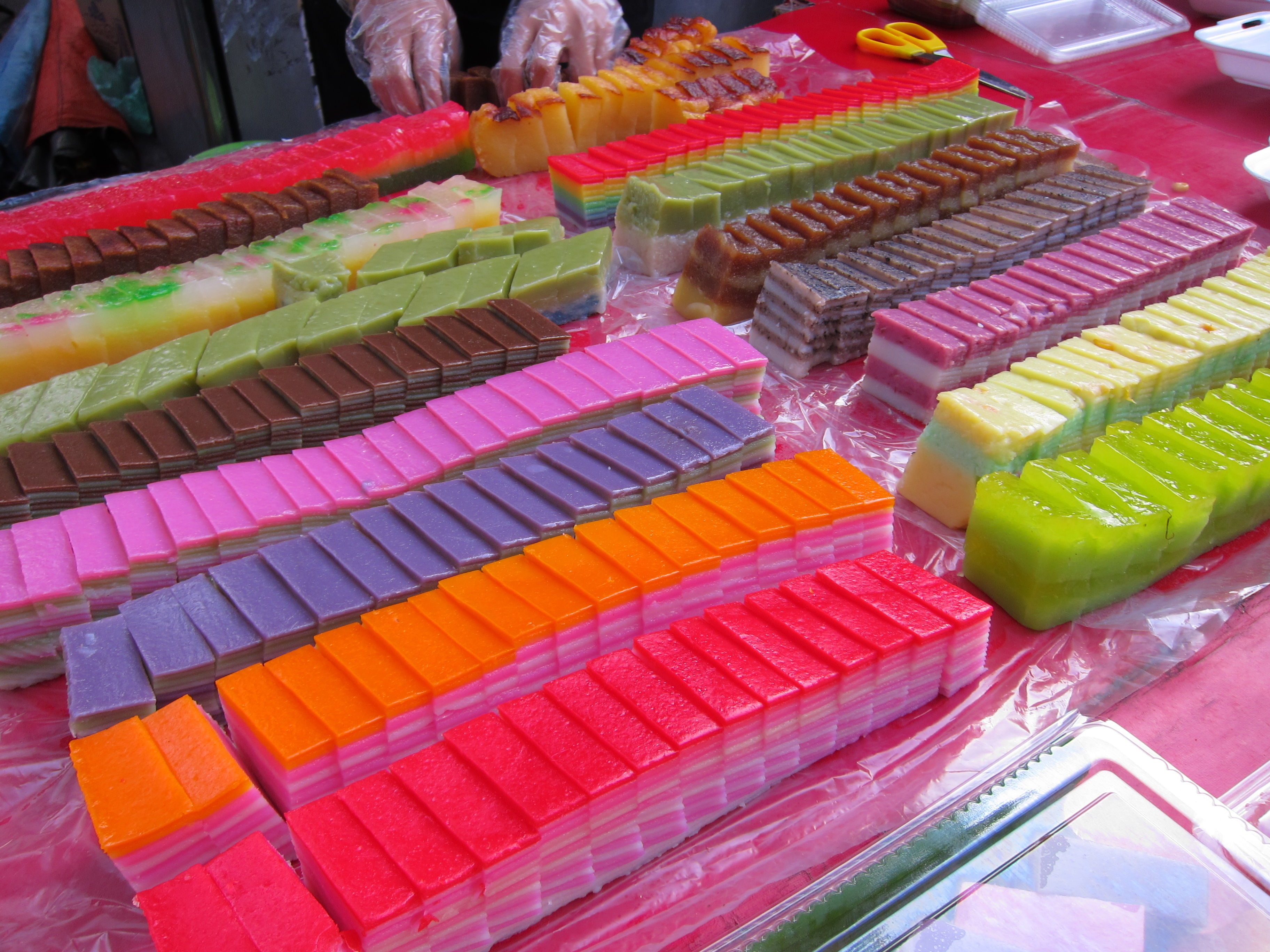
Індонезійський десерт
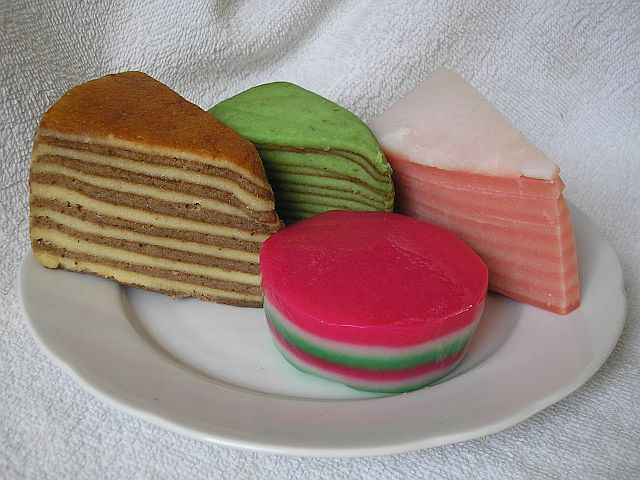
Індонезійські тістечка